# Tiru Lor
Tiru Lor is een bestuurslaag in het regentschap Kediri van de provincie Oost-Java, Indonesië. Tiru Lor telt 5582 inwoners (volkstelling 2010).